# Койловеры

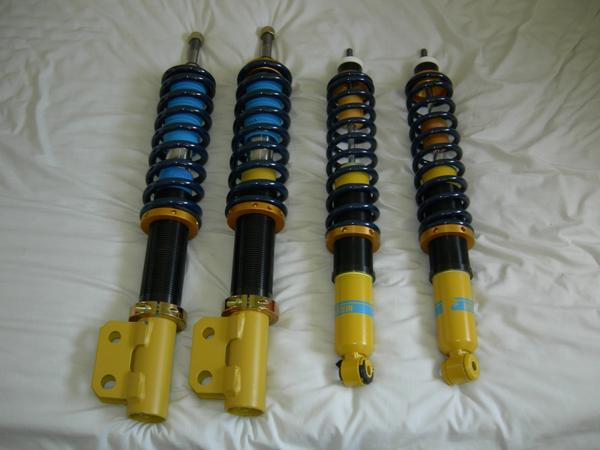
Набор койловеров.

Койловер (англ. coil-over «спираль вокруг») — элемент подвески автомобиля или мотоцикла, включающий в себя амортизатор и пружину. К койловерным подвескам относится, в частности, «свеча Макферсона» и практически любой задний мотоциклетный амортизатор. Однако в настоящий момент койловерами принято называть только элемент автомобильной спортивной подвески с регулируемой по предсжатию пружиной и/или с регулируемой общей длиной. Данная деталь ходовой части автомобиля представляет собой амортизатор,  как правило с возможностью регулировки жёсткости как сжатия, так и отбоя,  пружину на винтовой опорной втулке, и иногда регулируемые по длине опорные стаканы или штоки. Как правило наличие и количество регулировок существенно влияют на стоимость. Назначение данных регулировок следующее:
- Предсжатие пружины устанавливается под конкретную снаряжённую массу транспортного средства и необходимо для корректного позиционирования «нулевой» точки хода амортизатора;
- Общая длина амортизатора обеспечивает необходимый дорожный просвет;
- Жёсткость сжатия увеличивается для стабильных и ровных покрытий для увеличения устойчивости, уменьшается для бездорожья для более быстрого и мягкого отрабатывания неровностей;
- Жёсткость отбоя устанавливается для гашения колебаний транспортного средства во время прохождения неровностей под конкретную снаряжённую массу транспортного средства. Данный показатель также очень важен для автомобилей с высоким профилем шин и низким давлением в них для компенсации эффекта раскачки.

Зачастую койловеры применяются для модификации (тюнинга) стандартных автомобилей. Существует два основных типа таких изделий. Один из них позволяет не менять штатный амортизатор, поставив на него винтовую опорную втулку и пружину с изменёнными характеристиками. Второй вид представляет собой единый сборочный узел, который включает в себя амортизатор, пружину, втулку, опорный подшипник, и устанавливается на автомобиль в качестве замены штатных компонентов. Основным назначением таких спортивных койловеров является изменение дорожного просвета автомобиля, длины ходов подвески и её жёсткости под конкретные цели - увеличение для повышения проходимости, занижение для улучшения устойчивости на стабильных ровных покрытиях. Такой вид спортивной подвески широко используется как на автомобилях, так и на мототехнике.